# Уивер, Гертруда
Гертру́да Уи́вер (англ. Gertrude Weaver; 4 июля 1898, Арканзас — 6 апреля 2015, Арканзас) — американская долгожительница. Она родилась в Арканзасе недалеко от границы с Техасом. Она стала самым старым американцем после смерти Дины Манфредини 17 декабря 2012 года. Также стала старейшим жителем Земли 1 апреля 2015 года, после того, как умерла Мисао Окава. Гертруда Уивер также входит в двадцатку верифицированных старейших людей, живших когда-либо, а также является последним верифицированным человеком, родившимся в 1898 году.

## Биография
Родилась на юго-западе Арканзаса в семье Чарлза Гейнса (род. в мае 1861 года) и Офелии Джеффриз (род. в декабре 1866 года), которые были испольщиками. Вышла замуж в 1915 году и родила четырёх детей. К её 116-летию в живых остался только один сын, Джо, которому тогда было 93 года.
В 104 года она попала в дом престарелых Камдена, после того как сломала бедро. После восстановления она смогла вернуться домой с помощью своей внучки. В 109 лет она снова оказалась в доме престарелых «Серебряные дубы» в Камдене, штат Арканзас.
Её здоровье немного ухудшилось после её 115-летия, но Гертруда продолжала выходить из своей комнаты в доме престарелых для еды и занятий. У неё не было никаких хронических заболеваний, характерных для людей её возраста, спала хорошо, а также не пила и не курила.
Уивер рассказала Associated Press, что есть три фактора её долголетия: «Вера в Бога, трудолюбие и любовь к ближним». Уивер в интервью Time добавила четвёртый фактор, который, возможно, является самым главным: «Делать всё, что в наших силах, а если что-то не в наших силах, значит, это не в наших силах».
К празднованию её 116-летия Геронтологическая исследовательская группа (GRG) объявила о верификации возраста Уивер, что сделало её самой пожилой верифицированной ныне живущей американкой, и подарила ей почётный знак со званием старейшего американца (GRG и Книга рекордов Гиннесса установили, что Уивер старше Джералиэн Тэлли, которая раньше считалась самой старой). Гертруда также получила письмо от президента Обамы, а мэр Камдена объявил её день рождения «Днём Гертруды».

## Рекорды долголетия Уивер
17 декабря 2012 года, после смерти Дины Манфредини, Гертруда Уивер стала самым старым американцем.
14 октября 2014 года Гертруда Уивер стала девятой среди старейших верифицированных людей (женщин), обогнав свою соотечественницу Бесси Купер.
1 ноября 2014 года Гертруда Уивер стала восьмой среди старейших верифицированных людей (женщин), обогнав свою соотечественницу Элизабет Болден.
27 декабря 2014 года Гертруда Уивер стала седьмой среди старейших верифицированных людей (женщин), обогнав японку Танэ Икаи.
1 апреля 2015 года, после смерти Мисао Окава, Гертруда Уивер стала старейшим жителем Земли.
Умерла 6 апреля 2015 года.